# Марянково (Великопольське воєводство)
Марянково (пол. Mariankowo) — село в Польщі, у гміні Седлець Вольштинського повіту Великопольського воєводства.
Населення — 110 осіб (2011).
У 1975-1998 роках село належало до Зеленоґурського воєводства.

## Демографія
Демографічна структура станом на 31 березня 2011 року:
|          | Загалом | Допрацездатний вік | Працездатний вік | Постпрацездатний вік |
| -------- | ------- | ------------------ | ---------------- | -------------------- |
| Чоловіки | 52      | 11                 | 37               | 4                    |
| Жінки    | 58      | 11                 | 37               | 10                   |
| Разом    | 110     | 22                 | 74               | 14                   |